# Рондирис, Димитрис
Димитрис Рондирис (греч. Δημήτρης Ροντήρης; 1899, Пирей — 20 декабря 1981, Афины) — греческий театральный режиссёр, основатель Пирейского театра.
«Первый современный греческий режиссёр, который систематически занялся сценическим представлением древней греческой драмы».

## Детство и молодость
Родился в 1899 году в Пирее. Некоторые источники подтверждают что он вырос в Пирее, но утверждают что он родился на близлежащем острове Порос.
Первоначально поступил в Военное училище эвэлпидов, которое оставил через 2 года, перейдя на юридический факультет Афинского университета.

## Начало театральной карьеры
Посвящение Рондириса в драматическое искусство началось в 1918 году в Школе Гетерии Греческого Театра (Σχολή της Εταιρείας Ελληνικού Θεάτρου), где его учителями были Э. Веакис и Ф. Политис.
В роли актёра впервые выступил в 1919 году, сотрудничая с Театром Одеона (Θέατρο Ωδείου) и режиссёром Т. Иконому.
В 1923 году вступил в труппу М. Котопули.
Его занятие режиссурой началось с постановки музыкальных драм М. Каломириса «Кольцо матери» (1928) и «Первосоздатель»(1930, часто переводится на русский как «Старший мастер»).

## Вена — Берлин
В конце 1930 года, получив стипендию Афинской академии, Рондирис уехал в Вену, где посещал актёрский и режиссёрский семинар Макса Рейнхардта.
Одновременно, Рондирис учился в Венском университете(кафедра истории искусств) истории искусства и древнегреческой филологии и получил возможность присутствовать на репетициях в Бургтеатре и Венской опере.
По завершении учёбы переехал в Берлин, где получил возможность наблюдать за репетициями Немецкого театра.

## Возвращение в Грецию

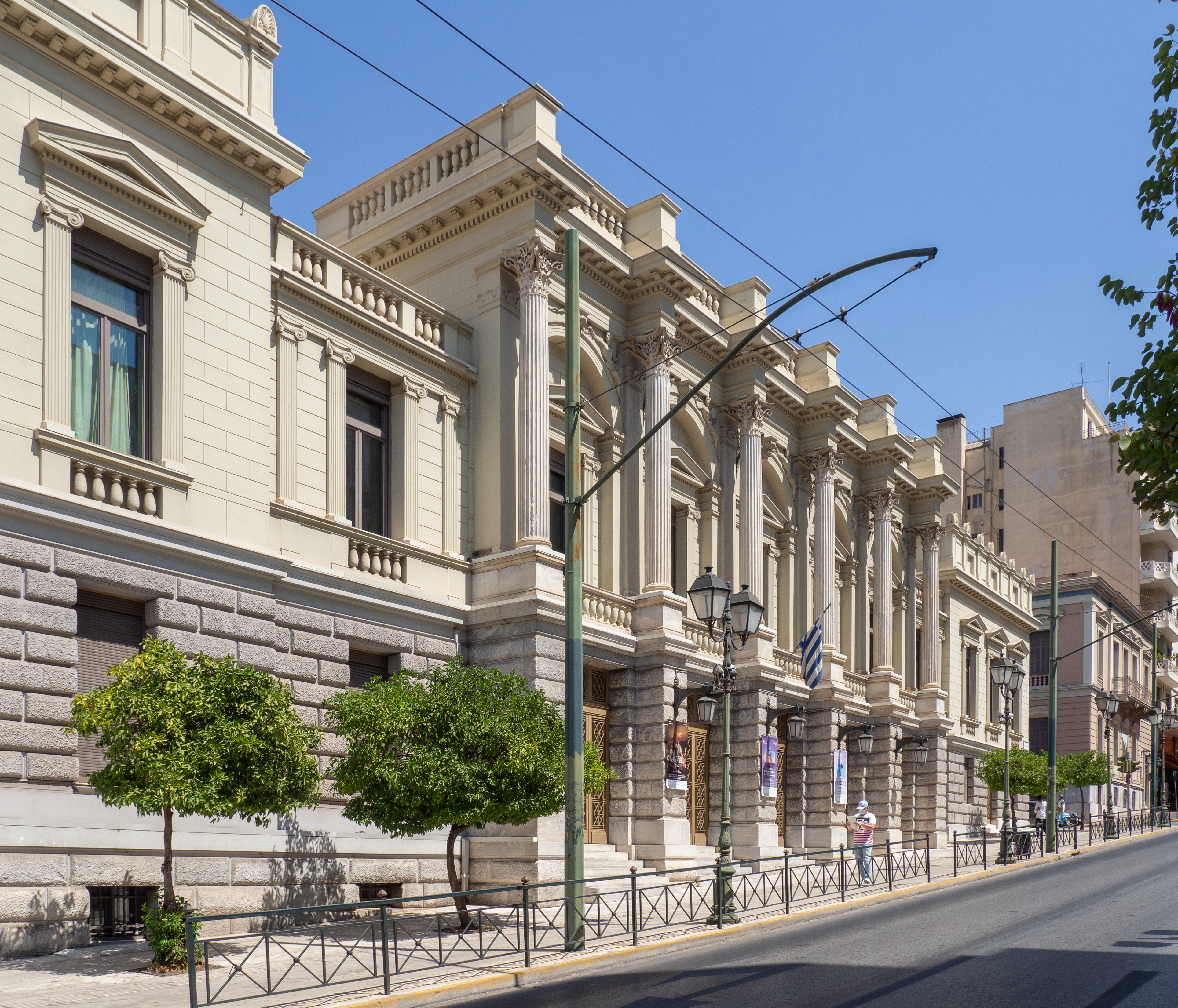
Национальный театр

Рондирис вернулся в Грецию в 1933 году и связал своё имя с (повторным) «блестящим периодом (открытием)» Национального театр (до того именовался Королевским театром), сначала в качестве помощника режиссёра при Ф. Политисе (1933), а затем режиссёром (декабрь 1934).
Его постановка Электры Софокла и Гамлета Шекспира с труппой Национального театра в Англии и Германии в 1939 году, вызвала самые восторженные отзывы театральных критиков.

### У истоков возрождения древнегреческой драмы

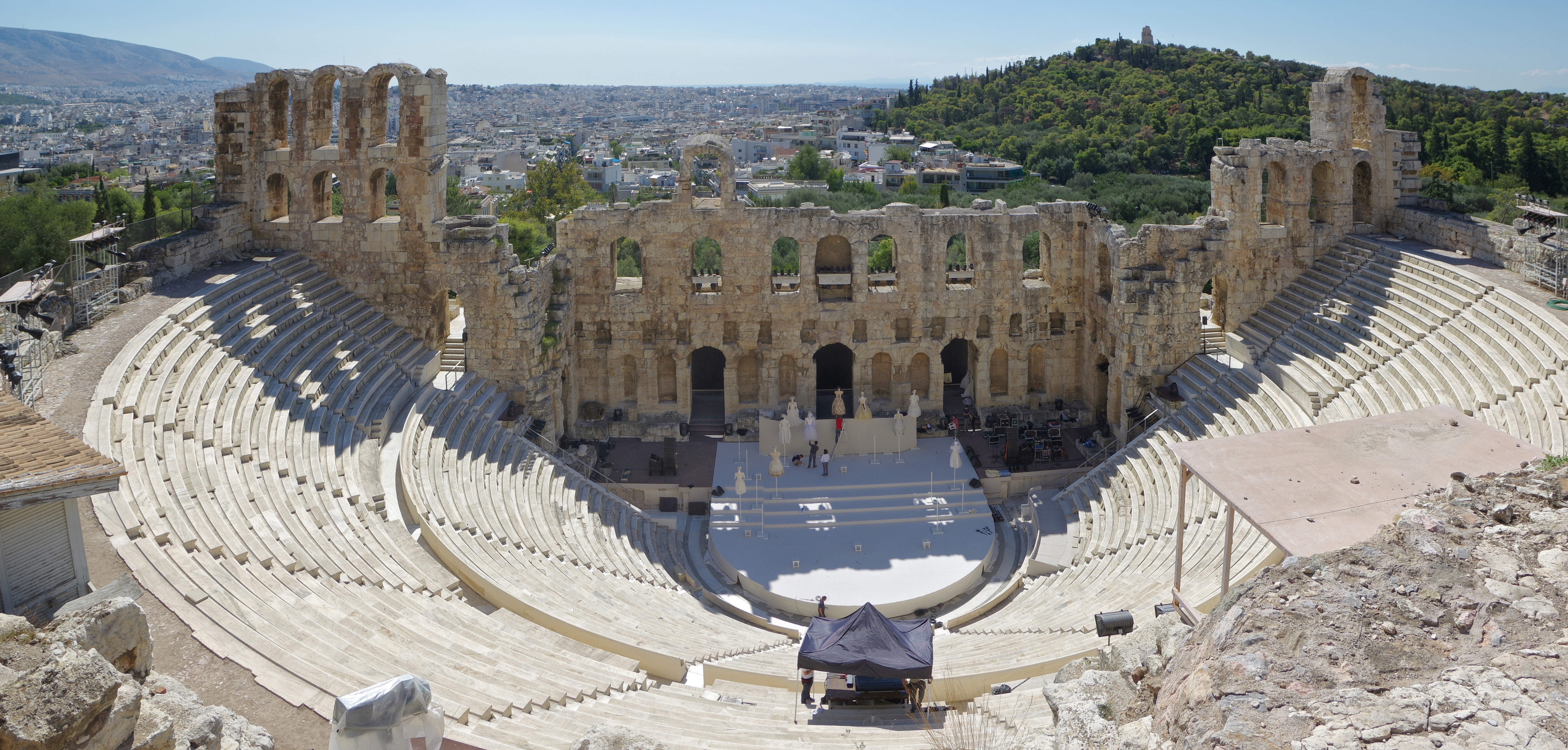
Одеон Герода Аттика

К работам древнегреческих драматургов греческий театр диаспоры и возрождённого греческого государства обращался на всём протяжении XIX и начала XX веков.
Рондирис, будучи глубоко убеждённым, что естественной средой греческой трагедии были открытые древние греческие театры, поставил Электру Софокла в Одеоне Герода Аттика в 1936 году и в театре Эпидавра, вновь открыв таким образом, через тысячелетия, театр Поликлета для греческой аудитории.
Эта его инициатива была прервана войной.

## После войны

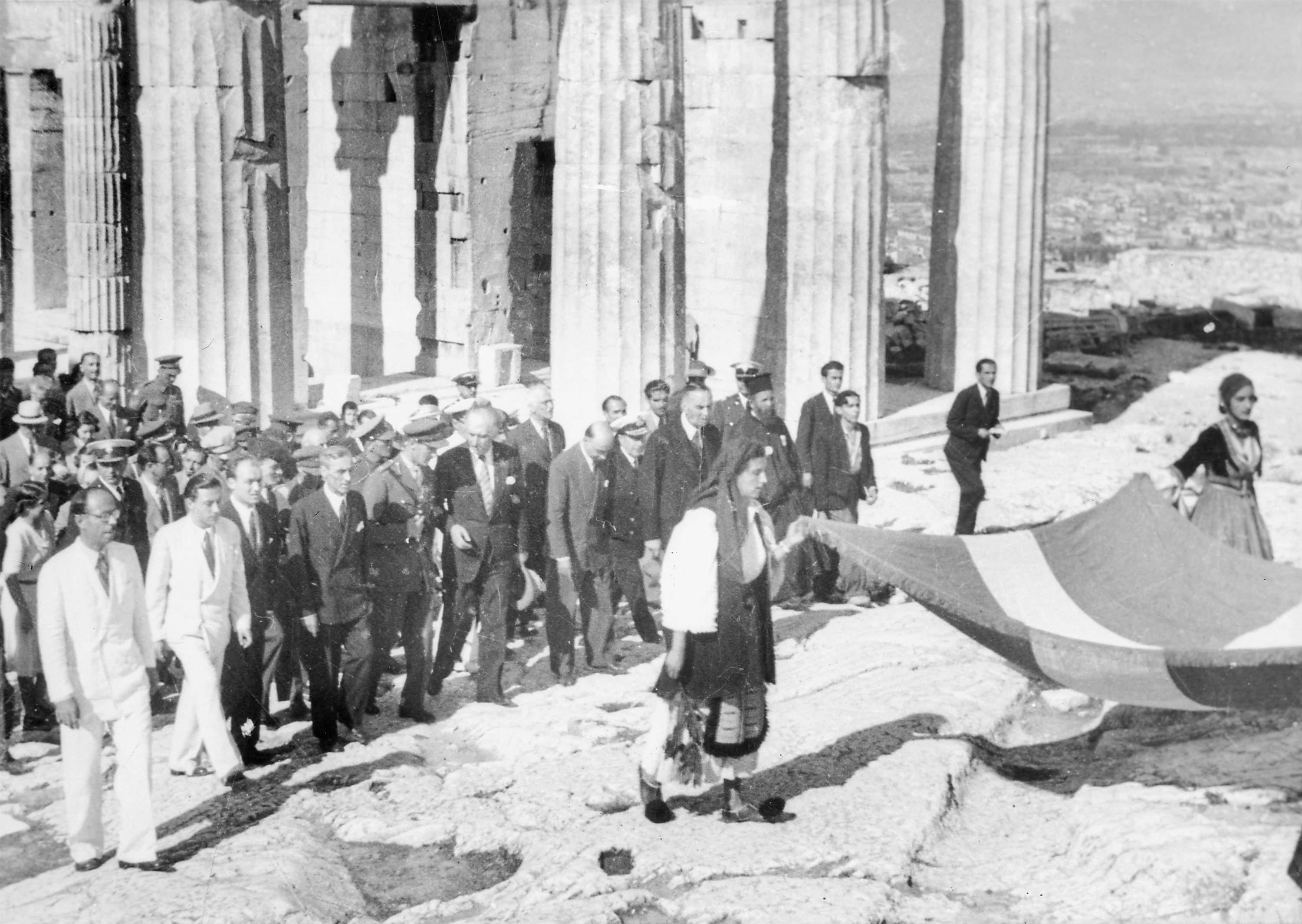
Церемониальное водружение греческого флага на Афинском Акрополе 18 октября 1944 года

После освобождения Афин в октябре 1944 года и по поручению вернувшегося в страну премьер-министра Г. Папандреу, Рондирис подготовил церемониал водружения греческого флага на Афинский Акрополь.
Рондирис возглавил Национальный театр в период 1946—1950 годов.
Постановка им трилогии Эсхила Орестея в Одеоне Герода Аттика в 1949 году, где среди зрителей были руководители страны того периода, была сочтена критиками как выдающееся художественное достижение.
В 1950 году он создал труппу «Греческая сцена», которая просуществовала до 1952 года.
Рондирис вновь возглавил Национальный театр в период 1953—1955 годов.
В период 1946 −1955 годов и в качестве главного режиссёра Национального театра, Рондирис поставил пьесы Мольера, К. Гольдони, Ф. Шиллера, до 11 пьес Шекспира и многие работы древнегреческих авторов и современных греческих драматургов.

### Театральный Фестиваль Эпидавра

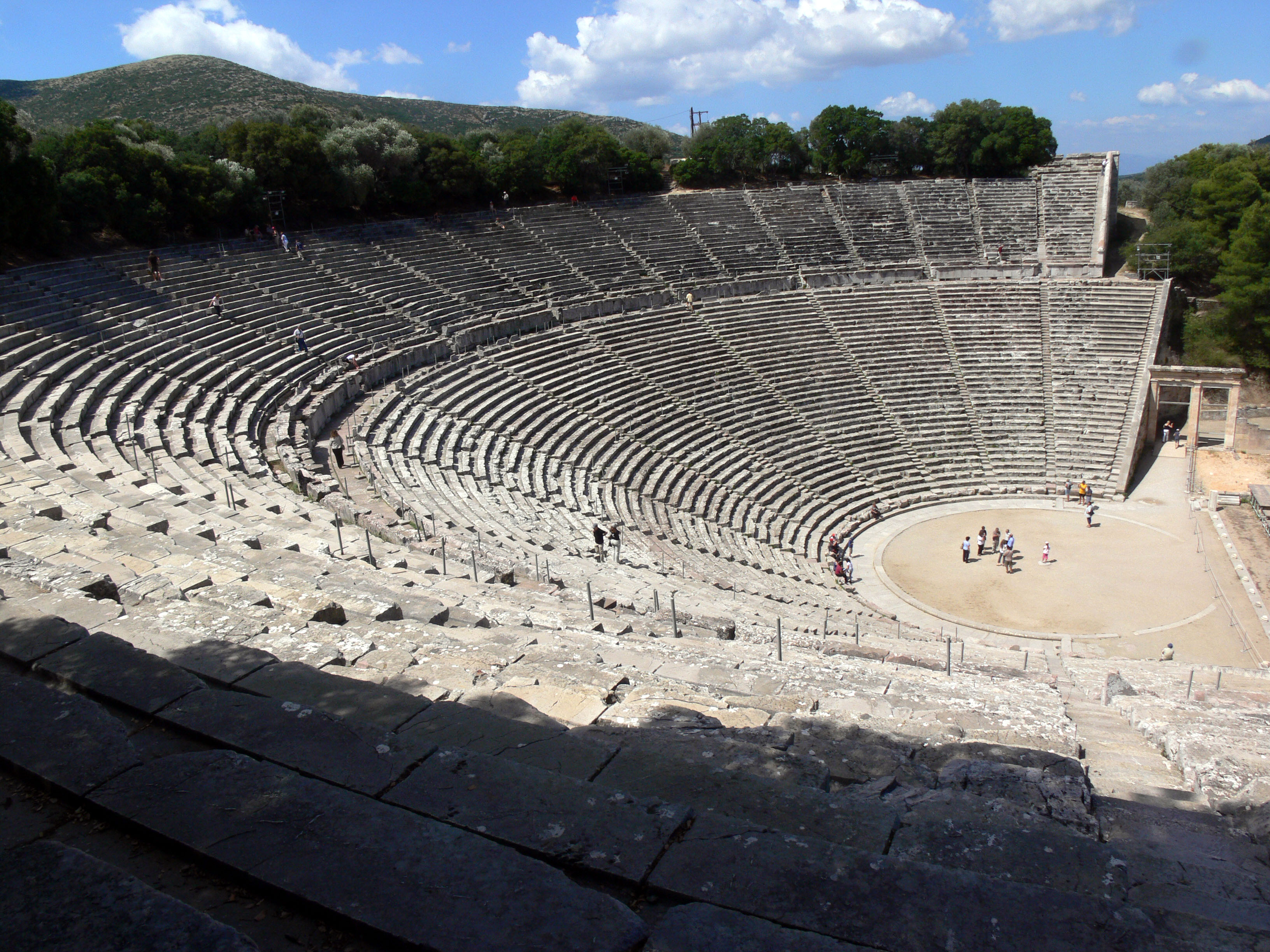
Театр Эпидавра

С 1954 года Рондирис открыл Фестиваль древней греческой драмы Эпидавра, постановкой трагедии Еврипида Ипполит (официально Фестиваль был открыт в следующем, 1955 году, трагедией Гекуба Еврипида, в постановке А. Минотиса).
Фестиваль стал ежегодным, проходит в летние месяцы, и продолжается по сегодняшний день.

## Пирейский театр

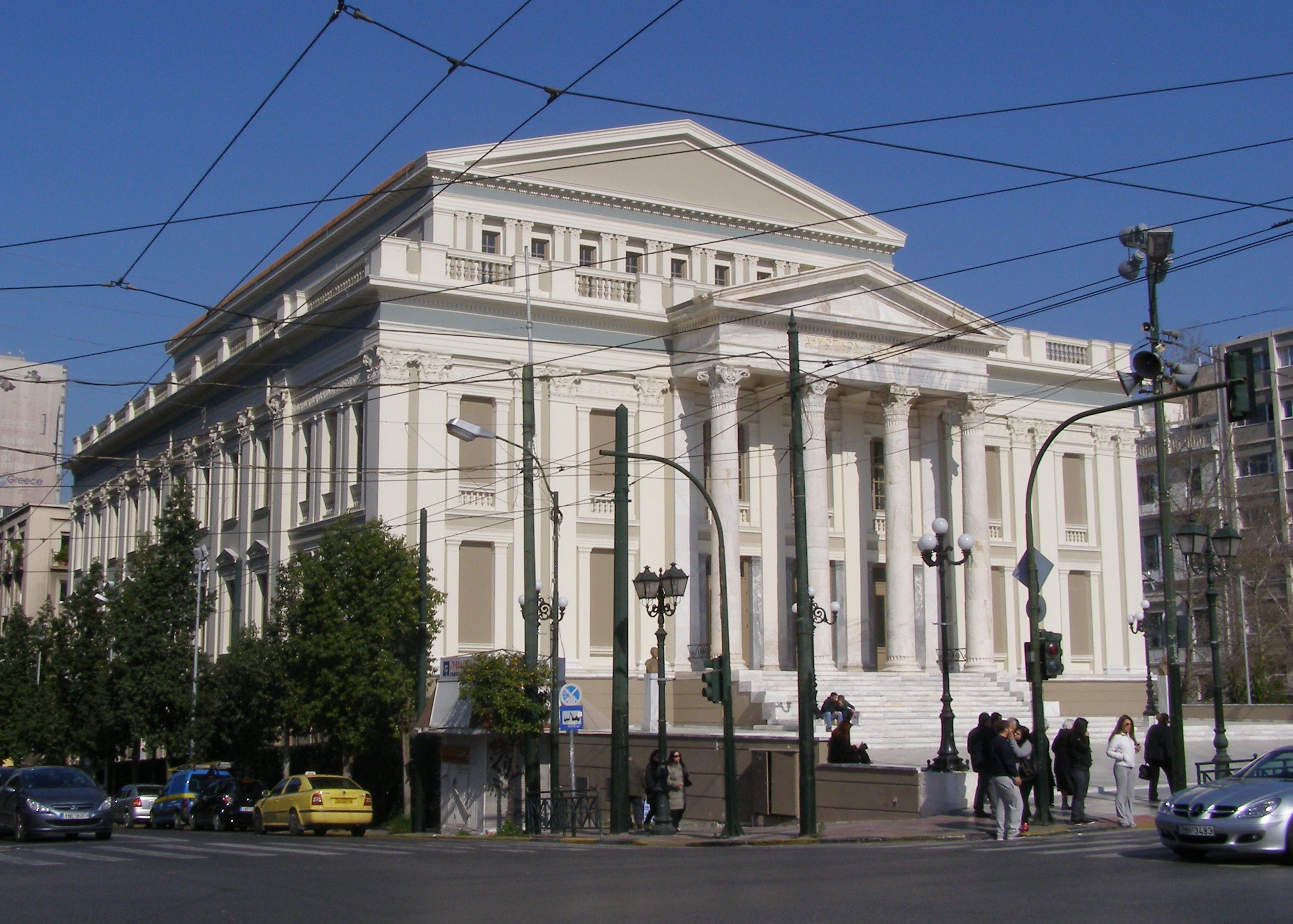
Муниципальный театр Пирея

В 1957 году, после того как мэрия Пирея предоставила Рондирису здание Муниципального театра Пирея, Рондирис создал «Пирейский театр»

### Вновь к древней греческой драме
Располагая своей сценой и театром, с 1959 года Рондирис душой и телом посвятил себя древней драме.
Свою личную позицию в вопросе возрождения древней драмы в современную эпоху он выразил следующим образом:

Мы стараемся быть очень простыми в нашей работе, потому что древние (греки) были просты. Мы стремимся выразить суть древней драмы в простой форме, отвечающей духу греческой трагедии"

Следуя этой своей позиции, он старался избегать академической статичности хора и ввёл элементы современного греческого фольклора.
Возглавляя Пирейский театр он совершил 19 турне в 40 странах Европы, Северной и Южной Америки и Азии, знакомя международную аудиторию с древнегреческой драмой. (В 1963 году Пирейский театр представил «Орестею» в СССР).
В ходе этих турне и на международных фестивалях Рондирис и его Пирейский театр дал до 750 представлений, получив всемирное признание и ряд наград.
Последнее турне Пирейского театра состоялось в рамках культурной декады Олимпиады в Мексике в 1968 году, где Пирейский театр представил «Ипполита» (22, 24, 31 октября), «Орестею» (25, 26 октября) и «Ифигению в Авлиде» Еврипида (28, 29 октября).

## Последние годы
В начале 70- х годов Рондирис оставил режиссуру и уединился.
Димитрис Рондирис умер в Афинах 20 декабря 1981.

## Актёры о Д. Рондирисе
Рондирис был режиссёром, который оставил свои эстетические и актёрские взгляды в греческом театре XX века. Актёры работавшие с ним пишут, что он был «великим театральным учителем». С середины 30-х годов, «когда взошла звезда молодого тогда режиссёра» Национального театра, и до конца 60-х годов, Рондирис представил более 150 работ классического, нео-классического и новейшего репертуара, в которых сотрудничал с такими актёрами, как Э. Веакис, М. Котопули, Г. Глино́с, М. Мират, А. Минотис, К. Паксину, Э. Пападаки, В. Манолиду, М. Катракис, М. Арони, Д. Хорн, А. Папатанасиу и др.
Мелина Меркури писала о своём учителе:

Димитрис Рондирис был гением. Он был также величайшим режиссёром греческой трагедии. Его учение Орестии в Одеоне Ирода Аттика было самым большим театральным опытом моей жизни. Быть его учеником было равносильно прозелетизму в новую религию. Его ученики становились его рабами. Он был гением. Смотреть другое представление в другом театре — являлось изменой. Разговор о кинематографе являлся идеальным предательством. Он был и актёром гигантом. Когда обсуждение какой либо роли достигало кульминации, он неожиданно начинал играть эту роль. Ему тогда было сорок лет, но одним поворотом тела и взглядом он мог превратиться в короля Лира, в следующий момент Горацием, в другой Офелией.

## Память
В 2016 году, дочь Рондириса, Костула, передала архив режиссёра муниципалитету Пирея.
В свою очередь, муниципалитет дал центральной сцене Муниципального театра Пирея имя «Сцена Димитриса Рондириса».